# Draft de la NBA de 1957
El Draft de la NBA de 1957 fue el 11.º draft de la National Basketball Association (NBA). El draft se celebró el 17 de abril de 1957 antes del comienzo de la temporada 1957-58. 
En este draft, ocho equipos de la NBA seleccionaron a jugadores amateurs del baloncesto universitario. Antes del draft, Fort Wayne Pistons y Rochester Royals se trasladaron a Detroit (Míchigan) y Cincinnati (Ohio), y se convirtieron en Detroit Pistons y Cincinnati Royals respectivamente. En cada ronda, los equipos seleccionaron en orden inverso al registro de victiorias-derrotas en la temporada anterior. El draft consistió de catorce rondas, y 83 jugadores fueron seleccionados.

## Selecciones y notas del draft
Rod Hundley, de la Universidad de West Virginia, fue seleccionado en la primera posición por Cincinnati Royals. Sin embargo, los Royals inmediatamente traspasaron sus derechos de draft a Minneapolis Lakers. La octava elección del draft, Sam Jones, de la Universidad de North Carolina Central, fue incluido posteriormente en el Basketball Hall of Fame. Woody Sauldsberry, seleccionado en la octava ronda, ganó el Rookie del Año de la NBA en su primera temporada. Jim Brown, de la Universidad de Syracuse, fue escogido en la novena ronda por Syracuse Nationals, pero optó por una carrera como jugador de fútbol americano y jugó nueve temporadas en la National Football League (NFL). Fue incluido posteriormente en el Pro Football Hall of Fame y está considerado como uno de los mejores jugadores de fútbol americano de todos los tiempos.

## Leyenda
|  | Denota jugador miembro del Basketball Hall of Fame                   |
|  | Denota jugador que ha sido seleccionado al menos en un All-Star Game |
|  | Denota jugador que nunca ha jugado en la NBA                         |

## Draft
| Ronda | Pick | Jugador           | Posición | Nacionalidad   | Equipo                                       | Universidad      |
| ----- | ---- | ----------------- | -------- | -------------- | -------------------------------------------- | ---------------- |
| 1     | 1    | Rod Hundley       | G        | Estados Unidos | Cincinnati Royals (traspasado a Minneapolis) | West Virginia    |
| 1     | 2    | Charlie Tyra      | F/C      | Estados Unidos | Detroit Pistons (traspasado a New York)      | Louisville       |
| 1     | 3    | Jim Krebs         | F/C      | Estados Unidos | Minneapolis Lakers                           | SMU              |
| 1     | 4    | Win Wilfong       | G/F      | Estados Unidos | St. Louis Hawks                              | Memphis State    |
| 1     | 5    | Brendan McCann    | G        | Estados Unidos | New York Knicks                              | St. Bonaventure  |
| 1     | 6    | Lennie Rosenbluth | F        | Estados Unidos | Philadelphia Warriors                        | North Carolina   |
| 1     | 7    | George Bon Salle  | F        | Estados Unidos | Syracuse Nationals                           | Illinois         |
| 1     | 8    | Sam Jones         | G/F      | Estados Unidos | Boston Celtics                               | NC Central       |
| 2     | 9    | Dick Duckett      | G        | Estados Unidos | Cincinnati Royals                            | St. John's       |
| 2     | 10   | Bob McCoy         | F        | Estados Unidos | Detroit Pistons                              | Grambling        |
| 2     | 11   | Harv Schmidt      | F        | Estados Unidos | Minneapolis Lakers                           | Illinois         |
| 2     | 12   | Jim Palmer        | F/C      | Estados Unidos | St. Louis Hawks                              | Dayton           |
| 2     | 13   | Larry Friend      | G/F      | Estados Unidos | New York Knicks                              | California       |
| 2     | 14   | Jack Sullivan     | F        | Estados Unidos | Philadelphia Warriors                        | Mount St. Mary's |
| 2     | 15   | Jim Morgan        | G        | Estados Unidos | Syracuse Nationals                           | Louisville       |
| 2     | 16   | Dick O'Neal       | F        | Estados Unidos | Boston Celtics                               | TCU              |

## Otras elecciones
La siguiente lista incluye otras elecciones de draft que han aparecido en al menos un partido de la NBA.
| Ronda | Pick | Jugador           | Posición | Nacionalidad   | Equipo                | Universidad    |
| ----- | ---- | ----------------- | -------- | -------------- | --------------------- | -------------- |
| 3     | 17   | Jerry Paulson     | G        | Estados Unidos | Cincinnati Royals     | Manhattan      |
| 3     | 18   | Bill Ebben        | G        | Estados Unidos | Detroit Pistons       | Detroit        |
| 4     | 27   | George Brown      | F        | Estados Unidos | Minneapolis Lakers    | Wayne State    |
| 4     | 30   | Ray Radziszewski  | F        | Estados Unidos | Philadelphia Warriors | Saint Joseph's |
| 6     | 48   | Maury King        | G        | Estados Unidos | Boston Celtics        | Kansas         |
| 8     | 57   | Doug Bolstorff    | G        | Estados Unidos | Detroit Pistons       | Minnesota      |
| 8     | 60   | Woody Sauldsberry | F/C      | Estados Unidos | Philadelphia Warriors | Texas Southern |
| 9     | 67   | Steve Hamilton    | F/C      | Estados Unidos | Philadelphia Warriors | Morehead State |

## Traspasos
1. ↑  En el día del draft, Minneapolis Lakers adquirió los derechos de draft de la primera elección Rod Hundley junto con Bob Burrow, Ed Fleming, Don Meineke y Art Spoelstra de Cincinnati Royals a cambio de Clyde Lovellette y Jim Paxson.[3]
2. ↑  Antes de draft, New York Knicks adquirió la primera ronda de Detroit Pistons, que usaron para seleccionar a Charlie Tyra, junto con Mel Hutchins de los Pistons a cambio de Dick Atha, Nathaniel Clifton y Harry Gallatin.[7][8]